# Molophilus pubipennis
Molophilus pubipennis är en tvåvingeart som först beskrevs av Osten Sacken 1860.  Molophilus pubipennis ingår i släktet Molophilus och familjen småharkrankar. Inga underarter finns listade i Catalogue of Life.